# 우주선 (영화)
《우주선》(영어: The Airship, Das Himmelskibet)은 1918년에 개봉된 영화이다.

## 기타 정보
- 원작자: Sophis Michaelis
- 미술: Carlo Jacobsen